# S&M (álbum)
S&M (abreviatura para Symphony & Metallica) é um álbum ao vivo da banda americana de Thrash Metal Metallica, com a Orquestra Sinfônica de San Francisco conduzida pelo maestro Michael Kamen. Ele foi gravado entre os dias 21 e 22 de abril de 1999, no The Berkeley Community Theatre.
Trata-se do último álbum do Metallica com Jason Newsted na posição de baixista da banda.

## Informações sobre o álbum
O S&M contém performances de músicas do Metallica com acompanhamento adicional sinfônico, composto por Michael Kamen, que também conduziu a orquestra durante o show. A ideia de combinar Heavy Metal com uma abordagem épica e clássica, como James Hetfield tem declarado repetidamente, foi uma ideia de Cliff Burton. O amor de Burton por música clássica, especialmente sobre Johann Sebastian Bach, pode ser observado em muitas partes instrumentais e características melódicas na composição musical da banda, incluindo músicas de Ride the Lightning e Master of Puppets. Kamen, que arranjou e conduziu as faixas orquestrais de fundo para a versão de estúdio de "Nothing Else Matters", encontrou a banda no show de 1992 para a premiação do Grammy pela primeira vez, e depois de ouvir a "versão de elevador" da música, sugeriu à banda se apresentar com uma orquestra inteira; a banda, no entanto, só aceitaria a proposta sete anos depois.[6] A banda favorita de Lars Ulrich, o Deep Purple, que ele induziu contentemente ao Hall da Fama do Rock and Roll em 2016, é notado por ter iniciado este tipo de abordagem há 30 anos, em Concerto for Group and Orchestra (1969).
Além das músicas dos álbuns já lançados, que alcançariam de Ride the Lightning ao ReLoad, haveria ainda duas novas composições: "No Leaf Clover" e "—Human". A música utilizada pelo Metallica como tema de entrada no palco, "The Ecstasy of Gold", composta por Ennio Morricone, foi executada ao vivo pela orquestra. Desde então, "No Leaf Clover" tem sido executada pela banda ao vivo, usando uma gravação do prelúdio orquestral.
Mudanças foram feitas às letras de algumas músicas. Trata-se principalmente da remoção do segundo verso e refrão de "The Thing That Should Not Be", substituídos pelo terceiro verso em seu lugar.
O "S", do logotipo do álbum estilizado na capa do mesmo, é uma clave de sol girada por 180º horizontalmente. O "M" é obtido do logotipo da banda.
O kit de bateria que Ulrich utilizou no álbum hoje reside numa loja da Guitar Center, em San Francisco.

## Recepção crítica
| Críticas profissionais                                                      | Críticas profissionais |
| Avaliações da crítica                                                       | Avaliações da crítica  |
| Fonte                                                                       | Avaliação              |
| --------------------------------------------------------------------------- | ---------------------- |
| Allmusic                                                                    | [ 4 ]                  |
| Rolling Stone                                                               | [ 5 ]                  |
| Q                                                                           | [ 6 ]                  |
| Spin                                                                        | 8/10                   |
| Entertainment Weekly                                                        | B                      |
| Esta tabela precisa de ser acompanhada por texto em prosa. Consulte o guia. |                        |

A crítica se posicionou a partir de S&M com avaliações mistas para positivas.
- Rolling Stone (20 de janeiro de 2000, páginas 57 a 59) - 3 de 5 estrelas - "...cria a sala de recreação mais lotada, o porão mais barulhento do Rock... (em sua) pura grandiosidade ... a performance ao vivo foi bem-sucedida... os números monstruosos se beneficiam do engrandecimento. O efeito está mais para a atemporalidade..."[8]
- Spin (fevereiro de 2000, páginas 114-115) - 8 de 10 estrelas - "...transforma seu tempo e dinâmicas de texturas... em um tópico dentro e fora de si mesmo, uma evocação profunda de sensações assustadoras típicas de vodu negativo culminando em 'One' e em 'Enter Sandman'... liberado de extremismo sobre-humano ritualizado, ele cria uma trilha sonora para a vida cotidiana."[9]
- Entertainment Weekly (3 de dezembro de 1999, p. 102) - "Apoiado por cordas sombrias, chifres rangentes e tímpanos e bases trovejantes... rastejam com uma nova dimensão temerosa, como uma gravura antiga de Posada ganhando vida." - Avaliação: B[10]
- Q (fevereiro de 2000, página 86) - 3 de 5 estrelas - "...Outro flerte perdoável com a loucura típica do 'Spinal Tap'... um belo LP ao vivo com fortes explosões aparafusadas da Orquestra de San Francisco.... As trilhas de Michael Kamen escapam e planam com um impressionante presságio por toda parte."[9]
- CMJ (20 de dezembro de 1999, p. 24) - "...incríveis....traduções orquestrais dos hits da vitrine noventista da banda."[9]
- S&M foi incluído no livro 1001 álbuns que você deve ouvir antes de morrer.
- A NME colocou o álbum na 48ª posição em sua lista de 50 maiores álbuns ao vivo.
- A revista Metal Hammer o elegeu em 2020 como um dos 20 melhores álbuns de metal de 1999.[11]

### Premiações
| Ano  | Vencedor            | Categoria                                                          |
| ---- | ------------------- | ------------------------------------------------------------------ |
| 1999 | S&M                 | Metal Edge Readers' Choice Award para o álbum de compilação do ano |
| 2000 | S&M                 | ARTIST Direct Online Music Award for Favorite Turn-It-Up-Loud CD   |
| 2000 | S&M                 | California Music Award por Arthur M. Sohcot Award por excelência   |
| 2001 | "The Call of Ktulu" | Grammy de melhor performance instrumental no Rock                  |

## Performance comercial
O álbum S&M vendeu 300 mil unidades apenas na primeira semana de lançamento, e seguiu vendendo um total de 2.5 milhões de cópias. Até 2003, o álbum foi certificado cinco vezes como platina; e até agosto de 2013, eram mais de 8 milhões de cópias.

## S&M2
Após a morte de Kamen, em 2003, o Metallica não revisitou o conceito S&M em qualquer outra performance ou trabalho gravado. Somente em 18 de março de 2019 a banda anunciou que fariam um novo show com a Orquestra Sinfônica de San Francisco no Chase Center, em 6 de setembro daquele mesmo ano, para comemorar o vigésimo ano de lançamento com um show único, liderado por Michael Tilson Thomas como diretor musical. Mais tarde, eles adicionaram um novo show em 8 de setembro.
Os shows incluíram muitas das músicas do álbum de 1999, assim como versões de músicas que foram lançadas desde então. Em agosto, foi anunciado que um filme dos shows receberia um lançamento limitado nos cinemas do mundo todo. O espetáculo teve público restrito e arrecadou 5.5 milhões de dólares. Em agosto de 2020, a banda lançaria as duas performances como um só álbum, vídeo e Box Set denominado de S&M2.

## Faixas

### Disco 1
| N.º            | Título                         | Compositor(es)                                           | Duração |  |
| 1.             | "The Ecstasy of Gold"          | Ennio Morricone                                          | 2:31    |  |
| 2.             | "The Call of Ktulu"            | James Hetfield, Lars Ulrich, Cliff Burton, Dave Mustaine | 9:34    |  |
| 3.             | "Master of Puppets"            | Hetfield, Ulrich, Burton, Kirk Hammett                   | 8:55    |  |
| 4.             | "Of Wolf and Man"              | Hetfield, Ulrich, Hammett                                | 4:19    |  |
| 5.             | "The Thing That Should Not Be" | Hetfield, Ulrich, Hammett                                | 7:27    |  |
| 6.             | "Fuel"                         | Hetfield, Ulrich, Hammett                                | 4:36    |  |
| 7.             | "The Memory Remains"           | Hetfield, Ulrich                                         | 4:42    |  |
| 8.             | "No Leaf Clover"               | Hetfield, Ulrich                                         | 5:43    |  |
| 9.             | "Hero of the Day"              | Hetfield, Ulrich, Hammett                                | 4:45    |  |
| 10.            | "Devil's Dance"                | Hetfield, Ulrich                                         | 5:26    |  |
| 11.            | "Bleeding Me"                  | Hetfield, Ulrich, Hammett                                | 9:02    |  |
| Duração total: | Duração total:                 | Duração total:                                           | 67:00   |  |

### Disco 2
| N.º            | Título                                         | Compositor(es)            | Duração |  |
| 1.             | "Nothing Else Matters"                         | Hetfield, Ulrich          | 6:47    |  |
| 2.             | "Until It Sleeps"                              | Hetfield, Ulrich          | 4:30    |  |
| 3.             | "For Whom the Bell Tolls"                      | Hetfield, Ulrich, Burton  | 4:52    |  |
| 4.             | "Minus Human (Nothing Else Matters 99 B-side)" | Hetfield, Ulrich          | 4:20    |  |
| 5.             | "Wherever I May Roam"                          | Hetfield, Ulrich          | 7:02    |  |
| 6.             | "The Outlaw Torn"                              | Hetfield, Ulrich          | 9:59    |  |
| 7.             | "Sad but True"                                 | Hetfield, Ulrich          | 5:46    |  |
| 8.             | "One"                                          | Hetfield, Ulrich          | 7:53    |  |
| 9.             | "Enter Sandman"                                | Hetfield, Ulrich, Hammett | 7:39    |  |
| 10.            | "Battery"                                      | Hetfield, Ulrich          | 7:25    |  |
| Duração total: | Duração total:                                 | Duração total:            | 67:38   |  |

## Singles
- "Nothing Else Matters"
- "No Leaf Clover"
- "Minus Human"
- "Hero Of The Day"

## Créditos

### A banda
- James Hetfield - guitarra rítmica e vocal
- Lars Ulrich - bateria
- Kirk Hammett - guitarra solo
- Jason Newsted - baixo
- Michael Kamen - regente

### Equipe técnica
- Bob Rock, James Hetfield, Lars Ulrich e Michael Kamen - produção
- Bob Rock, Randy Staub - gravação
- Stephen P McLaughlin - gravação de orquestra
- John Vrtacic - assistência técnica
- Randy Staub - mixagem
- Stephen P McLaughlin, James Brett, Kent Matcke, Darren Grahn, Leff Leffertz e Billy Konkel - assistência
- Mike Gillies, Darren Grahn, Paul DeCarli e Billy Bowers - edição
- Michael Price e James Brett com Blake Neely - preparação das composições
- Michael Kamen com Bob Elhai, Brad Warnaar, Blake Neely, Geoff Aleoander Chris Boardman, Broco Babcock, Ted Allen, Pete Anthony e Jonathan Sacks - orquestra
- George Marino no Sterling Sound - masterização
- Andie Airfix no Satori - arte do álbum
- Anton Corbijn - fotos
- Micheal Kamen: Robert Urband - direção

## Integrantes da orquestra
Violinos Principais
Jeremy Constant (Concertmaster), Melissa Kleinbart, Naomi Kazama, Victor Romasevich, Diane Nicholeris, Florin Parvulescu, Yukiko Kurakata, Kelly Leon-Pearce, Rudolph Kremer, Connie Gantsweg, Catherine Down, Philip Santos
Violinos Secundários
Paul Brancato (Principal), Chumming Mo Kobialka, Kum Mo Kim, Enrique Bocedi, Michael Gerling, Yasuko Hattori, Frances Jeffrey, Bruce Freifeld, Daniel Kobialka, Daniel Banner
Violas
Geraldine Walther (Principal), Yun Jie Liu, Doo Ehrlich, Gina Feinauer, David Gaudry, Christina King, Seth Mausner, Nanci Severance
Violoncelos
David Teie (Principal), Barara Bogatin, Jill Rachuy Brindel, David Goldblatt, Anne Pinsker, Peter Shelton, Judiyaba, Richard Andaya
Baixos
Larry Epstein (Principal), Stephen Tramontozzi, William Ritchen, Chris Giibert, S. Mark Wright, Charles Chandier
Flautas
Paul Renzi (Principal), Linda Lukas, Catherine Payne
Oboés
Eugene Izotov (Principal), Pamela Smith, Julie Ann Giacobassi
Clarinetas
Luis Beez (Principal),Sheryl Renk, Anthony Striplen
Fagotes
Stephen Paulson (Principal), Rob Weir, Steven Braunstein
Trompa
Robert Ward (Principal), Bruce Roberts, Jonathan Ring, Douglas Hull, Jim Smesler, Eric Achen, Joshua Garrett
Trompetes
Glenn Fischthal (Principal), Craig Morris, Chris Bogios, Andrew McCandless
Trombones
Paul Welcomer (Principal), Tom Hornig, Jeffrey Budin, John Engelkes
Tuba
Pener Wahrhaftig
Harpa
Douglas Rioth
Timbale
David Herbert
Percussão
Raymond Froehlich (Principal), Anthony J. Cirone, Tom Hemphill, Arnie Storch
Teclados
Marc Shapiro

## Certificação

### CD
| Órgão               | Certificação | Vendas      |
| ------------------- | ------------ | ----------- |
| (ARIA)              | platina      | 70.000 +    |
| (IFPI Austria)      | platina      | 750.000 +   |
| (Music Canada)      | 3× platina   | 300.000 +   |
| (Musiikkituottajat) | ouro         | 22.831 +    |
| (SNEP)              | ouro         | 100.000 +   |
| (BVMI)              | platina      | 300.000 +   |
| (RIANZ)             | 2× platina   | 30.000 +    |
| (ZPAV)              | 2× platina   | 200.000 +   |
| (IFPI Switzerland)  | 2× platina   | 100.000 +   |
| (RIAA)              | 5× platina   | 5.500.000 + |
| Europa (IFPI)       | 2× platina   | 2.000.000 + |

| Órgão          | Certificação | Vendas    |
| -------------- | ------------ | --------- |
| (ARIA)         | 7× platina   | 105.000 + |
| (IFPI Austria) | ouro         | 5.000 +   |
| (ABPD)         | platina      | 50.000 +  |
| (RIAA)         | 6× platina   | 600.000 + |

## Performance nas Paradas Musicais

### Álbum
| Paradas Musicais (1999)               | Posição |
| ------------------------------------- | ------- |
| Alemanha (Offizielle Deutsche Charts) | 1       |
| Austrália (ARIA)                      | 1       |
| Bélgica (Ultratop Valônia)            | 16      |
| Canadá (Canadian Albums Chart)        | 4       |
| Finlândia (Suomen virallinen lista)   | 2       |
| França (SNEP)                         | 7       |
| México (AMPFV)                        | 55      |
| Nova Zelândia (RMNZ)                  | 11      |
| Noruega (VG-lista)                    | 1       |
| Suécia (Sverigetopplistan)            | 1       |
| Reino Unido (Official Albums Chart)   | 33      |
| Estados Unidos (Billboard 200)        | 2       |
| Top Internet Albums                   | 1       |

| Paradas Musicais (2000)      | Posição |
| ---------------------------- | ------- |
| Áustria (Ö3 Austria Top 40)  | 3       |
| Bélgica (Ultratop Flandres)  | 4       |
| Países Baixos (Dutch Charts) | 2       |
| Suíça (Schweizer Hitparade)  | 4       |

### Singles
| Ano  | Single                | Parada Musical                       | Posição |
| ---- | --------------------- | ------------------------------------ | ------- |
| 1999 | "No Leaf Clover"      | Mainstream Rock Tracks               | 1       |
| 1999 | "No Leaf Clover"      | Modern Rock Tracks                   | 18      |
| 2000 | "No Leaf Clover"      | Billboard Hot 100                    | 74      |
| 2000 | "No Leaf Clover"      | ARIA Charts                          | 41      |
| 2000 | "No Leaf Clover"      | Media Control Charts                 | 40      |
| 2000 | "No Leaf Clover"      | VG-lista                             | 9       |
| 2000 | "No Leaf Clover"      | MegaCharts                           | 41      |
| 2000 | "No Leaf Clover"      | Sverigetopplistan                    | 50      |
| 2000 | "No Leaf Clover"      | Swiss Music Charts                   | 99      |
| 2007 | "The Ecstasy of Gold" | Billboard Hot Mainstream Rock Tracks | 21      |